# Črnova
Črnova je naselje u slovenskoj Općini Velenju. Črnova se nalazi u pokrajini Štajerskoj i statističkoj regiji Savinjskoj. 

## Stanovništvo
Prema popisu stanovništva iz 2002. godine naselje je imalo 318 stanovnika.